# Thyca
Thyca is een geslacht van weekdieren uit de klasse van de Gastropoda (slakken).

## Soorten
- Thyca astericola (A. Adams & Reeve, 1850)
- Thyca callista Berry, 1959
- Thyca crystallina (Gould, 1846)
- Thyca ectoconcha P. Sarasin & F. Sarasin, 1887
- Thyca hawaiiensis Warén, 1980
- Thyca lactea (Kuroda, 1949)
- Thyca nardoafrianti (Habe, 1976)
- Thyca sagamiensis (Kuroda & Habe, 1971)
- Thyca stellasteris Koehler & Vaney, 1912